# كلينت لووري
کلینت لووری (بالإنجليزية: Clint Lowery) عازف الغيتارالمنفرد بفرقة سيفينداست.

## الحياة الشخصية
لووری متزوج من سانت لويس، ميزوري تارا منذ 2010 وله 1 أطفال: هاربر (2011).

## روابط خارجية
- كلينت لووري على موقع IMDb (الإنجليزية)
- كلينت لووري على موقع ميوزك برينز (الإنجليزية)
- كلينت لووري على موقع أول ميوزيك (الإنجليزية)
- كلينت لووري على موقع ديسكوغز (الإنجليزية)